# Под прицелом (фильм, 2002)
«Под прицелом» (англ. Liberty Stands Still) — немецко-канадский драматический триллер.
Премьера состоялась 18 января 2002 года на международном кинофестивале в Пэлм-Спрингс.

## Сюжет
Жена крупного бизнесмена в сфере вооружений и производителя оружия Либерти Уоллес (Линда Фиорентино) взята в заложницы. Если она не выполнит требования экстремиста Джо (Уэсли Снайпс), то он взорвёт бомбу в театре, где в гримёрной, под угрозой взрыва ещё одной бомбы (как оказывается муляжа), находится её любовник. Муж Либерти, Виктор Уоллес (Оливер Платт), узнав о положении супруги, пытается спастись бегством, но в последний момент возвращается к жене, думая, что способен спасти её. Фильм призывает пересмотреть II-ю поправку к Конституции США, приводя в пример убийство дочери Джо её одноклассником из пистолета, которым тот завладел незаконно (судя по фильму принадлежал отцу этого одноклассника), что не имеет отношения к этой самой поправке.

## В ролях
| Актёр            | Роль             |
| ---------------- | ---------------- |
| Уэсли Снайпс     | Джо              |
| Линда Фиорентино | Либерти Уоллес   |
| Таня Аллен       | Мэй              |
| Оливер Платт     | Виктор Уоллес    |
| Рекха Шарма      | билетерша        |
| Райан Роббинс    | суетливый парень |